# Murat Ünalmış
Murat Ünalmış (Kayseri, 23 aprile 1981) è un attore turco, noto per aver interpretato il ruolo di Demir Yaman nella serie Terra amara (Bir Zamanlar Çukurova) e per quello di Gülcemal Şahin nella serie La rosa della vendetta (Gülcemal).

## Biografia
Nato nel 1981 a Kayseri (Turchia), Murat Ünalmış dopo la scuola secondaria si è trasferito a Istanbul. Durante gli anni del liceo ha giocato a basket professionalmente nel Fenerbahçe Sports Club. Dopo essersi laureato presso il dipartimento di economia aziendale dell'Università di Marmara, ha intrapreso gli studi di recitazione presso l'accademia di Istanbul. Nel 2003 ha fatto la sua prima apparizione come attore nella serie in onda su Show TV Sınırlı Aşk. Nello stesso anno ha ricoperto il ruolo di Seyit nella serie in onda su ATV Kurşun Yarası.
Nel 2004 ha recitato nel film Celal Oğlan diretto da Murat Saraçoğlu. L'anno successivo, nel 2005, ha preso parte alle serie Deli Duran, in onda su Kanal D e in Üç Kadın, in onda su TRT 1. Dal 2005 al 2007 è stato scelto per interpretare il ruolo di Mert Erdem nella serie in onda su ATV Şöhret. Nel 2007 ha interpretato il ruolo di Mehmet nella serie in onda su Star TV Sır Gibi.
Nel 2008 ha ricoperto il ruolo di Poyraz nella serie in onda su Kanal 1 Rüzgâr. L'anno successivo, nel 2009, ha interpretato il ruolo di Yusuf nel film Gecenin Kanatları diretto da Serdar Aka. Nello stesso anno è entrata a far parte del cast del film Ho visto il sole (Güneşi Gördüm) diretto da Mahsun Kirmizigül. Nel 2009 e nel 2010 ha ricoperto il ruolo di Haydar nella serie in onda su ATV Kasaba. Nel 2010 ha vestito i panni di Ülkücü Reisi nel film New York'ta Beş Minare diretto da Mahsun Kırmızıgül.
Dal 2010 al 2012 ha interpretato il ruolo di Yusuf Hancıoğlu nella serie in onda su Fox Yer Gök Aşk. Nel 2011 ha recitato nel film Il platano (Çinar Agaci) diretto da Handan Ipekçi. L'anno successivo, nel 2012, ha ricoperto il ruolo di Burhan nella serie in onda su Star TV Babalar ve Evlatlar. Nel 2013 e nel 2014 ha interpretato il ruolo di Ali nella serie in onda su Kanal D İnadına Yaşamak. Nel 2016 ha interpretato il ruolo di Mahmoud Sabri nella miniserie in onda su TRT 1 Seddülbahir 32 Saat. Nel 2017 ha ricoperto il ruolo di Arif Ünlü nella serie in onda su TRT 1 Sevda Kuşun Kanadında. Nel 2017 è entrato a far parte del cast della serie in onda su Fox Deli Gönül, nel ruolo di Kadir.
Dal 2018 al 2021 è stato scelto per interpretare il ruolo di Demir Yaman nella serie in onda su ATV Terra amara (Bir Zamanlar Çukurova), insieme agli attori Hilal Altınbilek, Uğur Güneş, Vahide Perçin, Kerem Alışık e Furkan Palalı. Nel 2023 ha interpretato il ruolo di Bagatur nella serie Gokturkler Asya'nin Efendileri. Nello stesso anno è stato scelto per interpretare il ruolo del protagonista Gülcemal Şahin nella serie in onda su Fox La rosa della vendetta (Gülcemal), accanto all'attrice Melis Sezen.

## Vita privata
Dal 2011 al 2012 è stato sposato con l'attrice Birce Akalay.
Nel settembre 2023 è convolato a nozze con l'ex giocatrice di basket di origine bulgara Nutiye Akar (Albena İlieva), dalla quale ha avuto un figlio nel 2024.

## Filmografia

### Cinema
- Celal Oğlan, regia di Murat Saraçoğlu (2004)
- Gecenin Kanatları, regia di Serdar Akar (2009)
- Ho visto il sole (Güneşi Gördüm), regia di Mahsun Kirmizigül (2009)
- New York'ta Beş Minare, regia di Mahsun Kırmızıgül (2010)
- Il platano (Çinar Agaci), regia di Handan Ipekçi (2011)

### Televisione
- Sınırlı Aşk – serie TV (Show TV, 2003)
- Kurşun Yarası – serie TV (ATV, 2003)
- Deli Duran – serie TV (Kanal D, 2005)
- Üç Kadın – serie TV (TRT 1, 2005)
- Şöhret – serie TV (ATV, 2005-2007)
- Sır Gibi – serie TV, 5 episodi (Star TV, 2007)
- Rüzgâr – serie TV (Kanal 1, 2008)
- Kasaba – serie TV (ATV, 2009-2010)
- Yer Gök Aşk – serie TV, 86 episodi (Fox, 2010-2012)
- Babalar ve Evlatlar – serie TV, 4 episodi (Star TV, 2012)
- İnadına Yaşamak – serie TV, 6 episodi (Kanal D, 2013-2014)
- Seddülbahir 32 Saat – miniserie TV, 4 episodi (TRT 1, 2016)
- Sevda Kuşun Kanadında – serie TV, 31 episodi (TRT 1, 2016-2017)
- Deli Gönül – serie TV, 10 episodi (Fox, 2017)
- Terra amara (Bir Zamanlar Çukurova) – serie TV, 102 episodi (ATV, 2018-2021)
- Gokturkler Asya'nin Efendileri – serie TV (2023)
- La rosa della vendetta (Gülcemal) – serie TV, 13 episodi (Fox, 2023)

## Doppiatori italiani
Nelle versioni in italiano dei suoi film e delle sue serie TV, Murat Ünalmış è stato doppiato da:
- Francesco De Francesco[38] in Terra amara,[39] ne La rosa della vendetta[40]

## Riconoscimenti
- International İzmit Film Festival
  - 2020: Candidato come Miglior attore per la serie Terra amara (Bir Zamanlar Çukurova)
- Turkey Brand Awards
  - 2019: Vincitore come Miglior attore dell'anno per la serie Terra amara (Bir Zamanlar Çukurova)
- Turkey Youth Awards
  - 2020: Candidato come Miglior attore per la serie Terra amara (Bir Zamanlar Çukurova)